# Ryan Berube
Ryan Berube (n. 26 decembrie 1973, Tequesta⁠(d), Comitatul Palm Beach, Florida, SUA) este un înotător american, medaliat olimpic. A participat la o ediție a Jocurilor Olimpice (1996) în care a câștigat două medalii de aur.